# ロムニー・セジウィック
リチャード・ロムニー・セジウィック（英語: Richard Romney Sedgwick、1894年5月29日 – 1972年1月20日）は、イギリスの歴史学者、公務員、外交官。

## 生涯
アダム・セジウィック教授（Adam Sedgwick、1854年 – 1913年）とローラ・ヘレン・エリザベス・ロビンソン（Laura Helen Elizabeth Robinson）の長男として生まれ、ウェストミンスター・スクールとケンブリッジ大学トリニティ・カレッジで教育を受け、1919年にトリニティ・カレッジのフェロー（研究員）に就任した。1936年、トマス・カラン・ホドソンの娘マナ・セント・デイヴィッド・ホドソン（Mana St David Hodson、2008年没）と結婚、1男1女をもうけた。外交官としては1938年にオーストラリアへ、1941年にニュージーランドへ、1946年に南アフリカ共和国へ転勤、1949年に帰国してロンドンのハムステッドに住んだ。1954年、政務次官補（Assistant Under Secretary of State）を退職して引退した。
1972年に死去した。

## 評価
セジウィックが著作、編集に関わった『イギリス議会史』はホイッグ党とトーリー党の対立がジョージ1世とジョージ2世の治世を通して残存したことを示した。
イヴリン・クルックシャンクスがトーリー党と1745年ジャコバイト蜂起についての書籍を著したとき、「最も恩義が大きく感じたのは故ロムニー・セジウィックに対してである。彼は筋入りのホイッグ党員で、わたしは彼の理知と博識に感心した。ときには一連の議論で熱くなることもあったが、2人ともそれを楽しんだのはよく知っている」と述べた。

## 著作
- ‘The Inner Cabinet from 1739 to 1741’, English Historical Review 34 (1919), pp. 290–302.
- John, Lord Hervey, Some Materials towards Memoirs of the Reign of King George II (editor, 3 volumes, 1931).
- ‘Sir Robert Walpole 1676–1745: The Minister for the House of Commons’, Times Literary Supplement (24 March 1945), pp. 133–134.
- The House of Commons 1715–1754 (editor, 2 volumes, 1970).